# Petworth
Petworth ist eine Stadt (Town) und ein Civil Parish im Chichester District der Grafschaft West Sussex, England. Petworth ist 20,6 km von Chichester entfernt. Im Jahr 2001 hatte der Ort 2298 Einwohner. Petworth wurde 1086 im Domesday Book als Peteorde erwähnt.
In Petworth befindet sich das Petworth House, ein historisches Herrenhaus.

## Persönlichkeiten
- Henry Morris (1844–1926), Chirurg und Anatom